# MG FF
MG FF була авіаційною автоматичною гарматою з вільним затвором калібру 20 мм з барабанним живленням, розроблена у 1936 компанією Ikaria Werke Berlin у Німеччину. Вона була розроблена на базі шведської гармати Oerlikon FF F, яка сама була розроблена на основі 20 мм гармати Becker часів Першої світової війни і була розроблена для використання у стаціонарних або рухливих установках, як наступальна зброя і зброя для оборони. Вона широко використовувалася у німецьких Люфтваффе, особливо на початку Другої світової війни, хоча з 1941 вона була поступово замінена гарматою Маузер калібру 20 мм MG 151/20.
У порівнянні з конкуруючими розробками, наприклад Hispano-Suiza HS.404 — яка була розроблена на основі більшої гармати Oerlikon FF S — MG FF мала деякі недоліки, наприклад низький темп вогню і низьку дулову швидкість, а також невеликий боєкомплект у барабанах. З іншого боку, вона була легшою і коротшою. Установка у крилах винищувачів Messerschmitt Bf 109 та Focke-Wulf Fw 190 була не легкою, тому що барабан потребував значного простору, тому боєукладка була зменшена до 60 набоїв на барабан. Барабан на 90 набоїв був розроблений для винищувача Fw 190 A-5 і був встановлений на деякі ранні варіанти. Були також експериментальні варіанти з ланцюговим живленням.
MG FF був пристосований для стрільби новими високоефективними, осколково-фугасними мінними снарядами, які мали назву Minengeschoss. Це був снаряд з тонкими стінками, що дозволяло збільшити вибуховий заряд. Цей снаряд був легший і тому мав більшу дулову швидкість на відміну від попередніх боєприпасів; снаряд мав меншу віддачу, що вимагало модифікацію механізмів віддачі. Після такої модифікації з гармати можна було стріляти мінними снарядами, але використання важких набоїв MG FF могло пошкодити гармату. Щоб уникнути подібних помилок, зброю зареєстрували під назвою MG FF/M. Її представили на винищувачах Bf 109 E-4 та Bf 110 C-4 влітку 1940.
MG FF та FF/M широко використовувалися на винищувачах, таких як Bf 109 від E-3 до F-1, Bf 110 від C до F та Fw 190 від A-1 до A-5. Ранні варіанти Fw 190 (від A-1 до A-5) як правило оснащувалися парою внутрішніх гармат MG 151 і парою зовнішніх гармат MG FF/M, інколи MG FF/M демонтувалися у польових умовах для збереження ваги. MG FF/M живилися від барабанів на 60 набоїв, що потребувало підкрильових обтікачів (90 набоїв на A-5). На A-6 спрямовані вперед гармати MG FF/M були замінені на пару MG 151/20 які мали ланцюгове живлення на 125 набоїв або зовсім демонтовані. Гармату також встановлювали на бомбардувальники, такі як Do 217, Ju 88, He 111, Do 17, як і на інших літаках, у якості повітряного захисту або, частіше для боротьби з суднами і захисту. Також MG FF часто заміняли на 20 мм гармату MG 151/20 починаючи з 1941, вона повернулася на службу у 1943 як основна гармата в установці Schräge Musik на нічних винищувачах Bf 110 (і інших), тому що ідеально вписувалася у кормовий кокпіт, а дулова швидкість була дуже важливою у цьому використанні.
MG FF стріляла снарядами вагою 134 г з дуловою швидкістю біля 600 м/с і темпом вогню приблизно 520 пострілів за хвилину. MG FF/M стріляла набоями вагою 90 г HE/M (осколково-фугасними з раковиною) з дуловою швидкістю приблизно 700 м/с і темпом вогню приблизно 540 пострілів за хвилину. Були також ББ, ОФ та запалювальні снаряди (вагою від 115 до 117 г, 585 м/с, 520 пос./хв.), тому що снаряди з раковиною не могли тримати запалювальні або трасуючі частини.

## Технічні дані

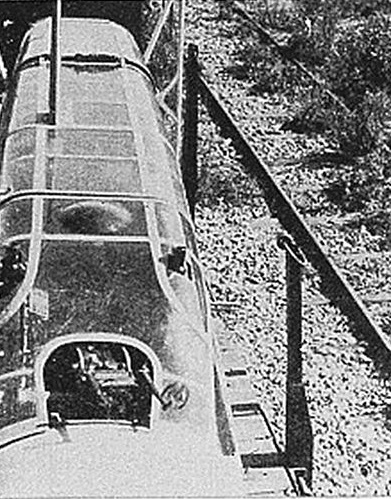
MG FF/M в установці Schräge Musik на Bf 110.

- Вага: 26,3 кг
- Довжина: 1,37 м
- Дулова швидкість:
  - 600 м/с (MG FF),
  - 585 м/с (MG FF/M з ББ або ОФ),
  - 700 м/с (MG FF/M з раковиною)
- Темп вогню:
  - 520 пос./хв. (MG FF, FF/M з ББ або ОФ),
  - 540 пос./хв. (MG FF/M з раковиною)
- Типи набоїв:
  - бронебійний (ББ),
  - осколково-фугасний (ОФ), запалювальний, всі з трасером або без,
  - осколково-фугасний з раковиною (HE(M)) (лише MG FF/M)